# Lyane Leigh

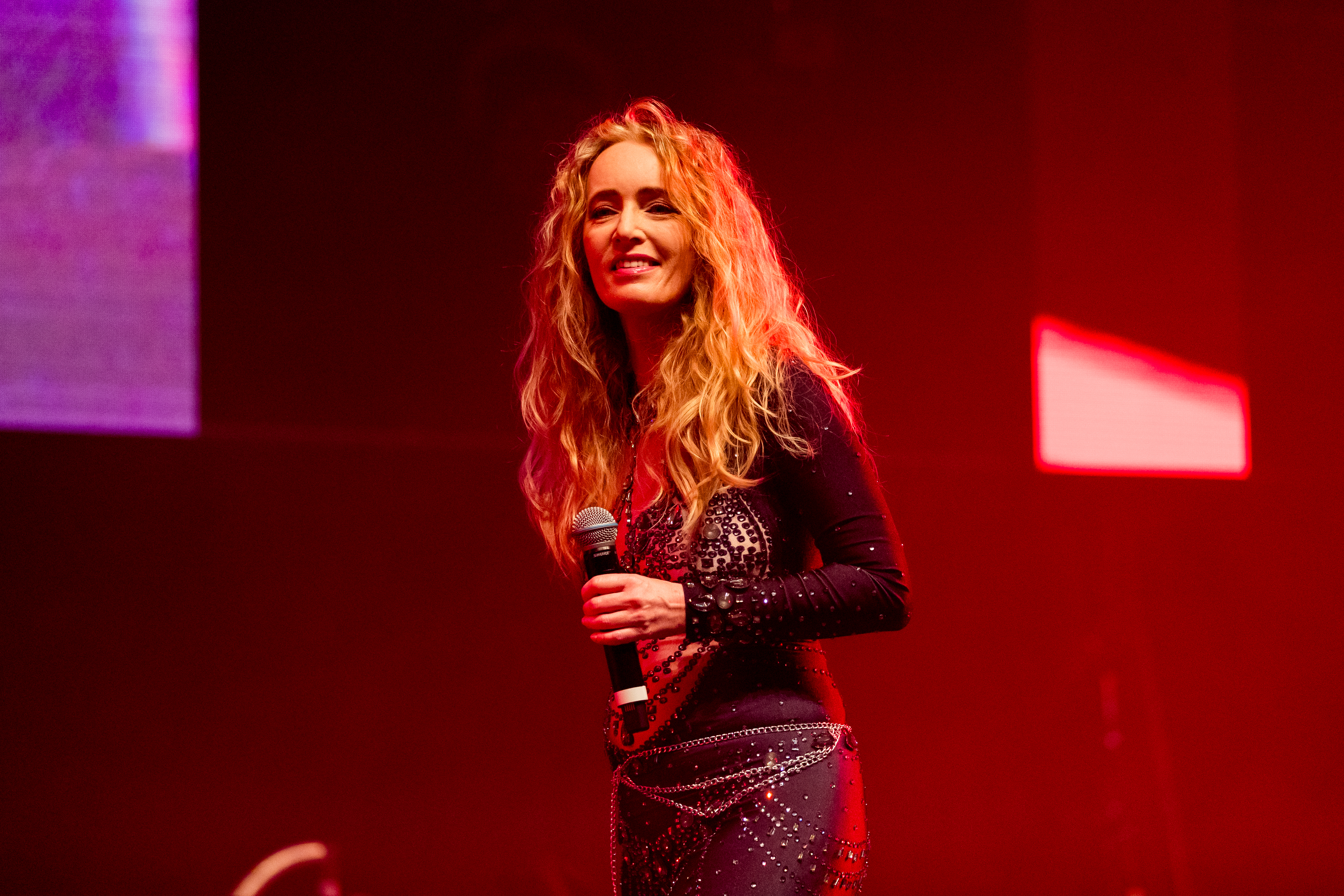
Lyane Leigh (2023)

Lyane Leigh, Aussprache: „Laien Li“, Pseudonym; (* 8. April 1969, in Hattingen; bürgerlich Liane Hegemann) ist eine deutsche Popsängerin. Sie betätigt sich in den Musikrichtungen Dance / Techno, Pop, Schlager und deren Mischformen. Bekannt wurde sie in den 1990er-Jahren durch das Eurodance-Projekt E-Rotic.

## Leben
Liane Hegemann stammt aus der deutsch-niederländischen Grenzregion Limburg. Sie besuchte die Schulen in Grubbenvorst und Venlo, dann studierte sie bis 1998 an der School of Audio Engineers in Köln. Ihre Gesangskarriere begann bereits 1987 mit ersten Engagements über das Label Coconut Records. Zunächst gehörte sie der Pop-Girlband Twenty-One an. Für das Euro-Disco-Projekt Bad Boys Blue steuerte sie bei dem Titel Come Back and Stay die weiblichen Vocals bei und trat hierzu auch mit der Gruppe auf. 1989/90 war sie Mitglied der deutschsprachigen Schlager-Formation Xanadu, die in beiden Jahren knapp die Qualifikation zum Eurovision Song Contest verpasste. Des Weiteren veröffentlichte sie unter den Interpretennamen Lyane und Lyane Hegemann einige Schlagerlieder als Solokünstlerin.
1994 startete sie mit ihrem einstigen Co-Sänger bei Xanadu, dem nunmehrigen Produzenten David Brandes, das Dancefloorprojekt E-Rotic. Die Musik entsprach eigentlich dem zu der Zeit sehr angesagten Stil inklusive „Marafrasi“ (= Mann rappt, Frau singt, in sich abwechselnden Passagen). Allerdings hatte E-Rotic als besonderes Merkmal die äußerste Fokussierung auf das Thema Sex. So enthielten die Lieder regelmäßig auch Gestöhne von Lyane Leigh. Bekannte Titel des international erfolgreichen Projekts sind u. a. Max Don’t Have Sex with Your Ex, Fred Come to Bed oder Sex on the Phone. Lyane Leigh trat zwar nur bis 1995 öffentlich für E-Rotic in Erscheinung, leistete aber noch bis einschließlich 1998 weiterhin den Gesang für die Aufnahmen, zu denen ihre Nachfolgerin Jeanette Christensen dann die Lippen bewegte. Ab 2000 bekleidete Lydia Madajewski bis zur vorläufigen Auflösung des Projektes im Jahr 2005 Leighs Posten. 2015 wurde E-Rotic wiederbelebt und Leigh machte dort ein Comeback als Studiosängerin und tritt seitdem auch wieder öffentlich in Erscheinung. 
Die anfänglichen E-Rotic-Sänger Lyane Leigh und Raz-Ma-Taz gründeten 1996 ihr eigenes Dancefloor-Projekt S.E.X.Appeal (aus dem Raz-Ma-Taz bald wieder ausstieg). Obwohl Musik und Darstellung denjenigen von E-Rotic bis in die Details glichen, erzielte S.E.X.Appeal keinen Hit und wurde auch nicht sonderlich bekannt. Mit natürlich manchen Wandlungen im Laufe der Zeit lief dieses Projekt aber mindestens bis 2017 immer weiter. Daneben veröffentlichte Lyane Leigh (als Lyane Leigh) vereinzelt deutschsprachige Pop-Lieder.
Seit 2015 haben sich David Brandes und Lyane Leigh wieder zu E-Rotic formiert. Man bringt neues Material heraus, tritt aber vor allem auch bei 90er-Jahre-Festivals auf, die beispielsweise in Tschechien, Finnland und Russland sehr populär sind. Dagegen unternimmt die Sängerin ihre Solo-Aktivitäten parallel dazu nun als Lyane Hegemann („Lyane“ deutsch ausgesprochen). Diese Musik im Mischbereich Pop / Schlager produziert sie selbst mit ihrer Firma 3H Records im eigenen Studio am Wohnort Brüggen.

## Mitwirkung in Musikbands/Projekten
- 1989–1991: Xanadu
- 1994–1999, seit 2014: E-Rotic
- 1994–1996: Missing Heart
- seit 1996: S.E.X.Appeal

## Solokarriere

### Singles
Als Lyane 
- 1990: Es ist vorbei

Als Lyane Leigh
- 1989: My Heart is On Fire
- 1992: Die Nacht am Lago Maggiore
- 2000: Kids in America (Cover von Kim Wilde)
- 2001: Auf der Suche (nach der Wahrheit)
- 2003: Du bist
- 2005: Jeder neue Morgen
- 2017: Canyon of My Heart
- 2019: I Can‘t Fight the Feeling

Als Lyane Hegemann
- 1993: Du machst mich an (...so wie ein Radio)
- 1994: Steig wieder auf (als Teil von Alle für Alle)
- 2016: Geheimnisse
- 2016: Schau dich nur an
- 2018: Besieg mich doch
- 2019: Bevor du gehst
- 2019: Halt mich fest
- 2020: Endlich wieder frei (Zusammen mit Easy Chriz)
- 2020: Ich frag mich
- 2020: Alles was ich brauch (Zusammen mit Easy Chriz)
- 2020: Ein Tag, eine Nacht, eine Stunde (Cover von Xanadu)
- 2021: Will das alles nicht mehr (Zusammen mit Easy Chriz)
- 2021: Nur mit dir

### Alben
- 2015: Blinde Augen (als Lyane Hegemann)
- 2022: Seelenfeuer (als Lyane Hegemann)
- 2023: Beats & Balladen (als Lyane Hegemann)